# Сопотничка
Сопотничка (словац. Sopotnička) — річка в Словаччині, ліва притока Сопотниці, протікає в окрузі Банська Бистриця.
Довжина приблизно 3.4-3.7 км. Витік знаходиться в масиві Низькі Татри (частина Дюмб'єрські Татри) — схил гори Голіца — на висоті близько 1130-1140 метрів. Протікає територією села Погронський Буковець.
Впадає у Сопотницю на висоті приблизно 570-580 метрів.